# TAI TFX
El TAI Kaan es un caza de superioridad aérea bimotor de quinta generación que está siendo desarrollado por Turkish Aerospace Industries (TAI) con asistencia tecnológica de BAE Systems del Reino Unido. El avión está programado para reemplazar los F-16 de la Fuerza Aérea Turca y  también está siendo proyectado para ser ofrecido a las fuerzas aéreas extranjeras. Es uno de los muchos proyectos militares de alto perfil en curso en Turquía.
Durante la visita de Theresa May a Turquía en enero de 2017, los funcionarios de BAE y TAI firmaron un acuerdo, por valor de aproximadamente £ 100 millones, para que BAE brinde asistencia tecnológica en el desarrollo del avión.
El primer vuelo estaba programado para el 2023, pero finalmente se realizó el 21 de febrero de 2024.

## Fase de diseño conceptual
El 15 de diciembre de 2010, el Comité Ejecutivo de la Industria de Defensa de Turquía (SSIK) decidió diseñar, desarrollar y fabricar un caza de combate aire-aire de próxima generación que reemplazaría la flota de F-16 de Turquía y trabajaría junto con el F-35. Se asignó una financiación equivalente a US $ 20 millones para una fase de diseño conceptual de 2 años que realizará TAI. Los funcionarios de TAI han declarado que la fase de diseño conceptual debería completarse a fines de 2013, preparándose un informe que se entregará al primer ministro para su aprobación referente el presupuesto para la fase de desarrollo.
TAI y TUSAŞ Engine Industries (TEI) dirigirán los procesos de diseño, entrada y desarrollo del avión de combate. TEI se enfocará más en la producción de los motores de la aeronave, mientras que TAI desarrollará el fuselaje y otros componentes. Los estudios revelarán cuánto costará el avión de combate, qué sistemas mecánicos y electrónicos se emplearán e incluirán, y dará una perspectiva más amplia de las oportunidades y desafíos en la aviación militar.

## Asistencia Tecnológica de BAE Systems
En diciembre de 2015, la Subsecretaría de Industrias de Defensa (SSM) de Turquía anunció que había elegido a BAE Systems del Reino Unido para asistir en el diseño del caza de superioridad aérea de próxima generación del país. El mismo día, Rolls-Royce ofreció la transferencia de tecnología de sus EJ200 y el desarrollo conjunto de un derivado para el programa Kaan.
La Fuerza Aérea Turca intenta obtener al menos 250 Kaan a partir de 2025 e integrarlos en una red centrada estructurada de la Fuerza Aérea que consiste en F-35, F-16 Block 50+, futuras aeronaves de combate no tripuladas, Jammers de distanciamiento aerotransportados y el Boeing 737 AEW&C. Turquía planea introducir el Kaan en 2025, teniendo también el F-35A que comprende una flota de aviones de combate doble. El Kaan es para compensar algunas de las debilidades del F-35 en el combate aire-aire. Se espera el permiso para comenzar oficialmente la primera fase de desarrollo para fines de 2014.

## Propuesta
El 13 de marzo de 2015, la Subsecretaría de Industrias de Defensa de Turquía (SSM) emitió oficialmente una solicitud de información a empresas turcas que tenían la capacidad de "realizar las actividades de diseño, desarrollo y producción autóctonas del primer avión de combate turco para cumplir con las fuerzas armadas turcas" requisitos para un caza de quinta generación que señalan el inicio oficial del programa.

## Diseño

### Estructura del avión
Hüseyin Yağcı, ingeniero jefe de TAI en el programa Kaan, ha declarado que los tres diseños conceptuales hasta ahora cuentan con un diseño optimizado para baja densidad de radar, bahías de armas internas y la capacidad para mantener vuelo supersónico, características asociadas con aviones de combate de quinta generación.

### Desarrollos relacionados
- Lockheed Martin F-22 Raptor
- Lockheed Martin F-35 Lightning II

### Aeronaves similares
- Sukhoi Su-57
- Sukhoi/HAL FGFA
- Chengdu J-20
- Shenyang J-31
- Mitsubishi X-2 Shinshin
- Qaher-313
- KAI KF-X
- HAL Advance Medium Combat Aircraft

### Listas relacionadas
- Anexo:Cazas de reacción de quinta generación